# Gul fotblomfluga
Gul fotblomfluga (Platycheirus fulviventris) är en fluga i familjen blomflugor. Den är 8 till 9 millimeter lång. Dess utbredningsområde är de flesta områdena i Europa, Ryssland och strax söder om Ryssland.  